# Cotești
Cotești è un comune della Romania di 5 006 abitanti, ubicato nel distretto di Vrancea, nella regione storica della Muntenia. 
Il comune è formato dall'unione di 4 villaggi: Budești, Cotești, Goleștii de Sus, Valea Cotești.